# Laguna de Gómez
Laguna de Gómez är en ort i Mexiko.   Den ligger i kommunen Tamasopo och delstaten San Luis Potosí, i den centrala delen av landet, 270 km norr om huvudstaden Mexico City. Laguna de Gómez ligger 1 044 meter över havet och antalet invånare är 127.
Terrängen runt Laguna de Gómez är lite bergig. Runt Laguna de Gómez är det ganska glesbefolkat, med 21 invånare per kvadratkilometer. Närmaste större samhälle är Tamasopo, 11,0 km norr om Laguna de Gómez. I omgivningarna runt Laguna de Gómez växer huvudsakligen savannskog.